# Telephlebia godeffroyi
Telephlebia godeffroyi – gatunek ważki z rodziny żagnicowatych (Aeshnidae).